# HD57527
HD57527 — хімічно пекулярна зоря спектрального класу A7, що має видиму зоряну величину в смузі V приблизно  6,7.
Вона  розташована на відстані близько 294,4 світлових років від Сонця.

## Фізичні характеристики
Зоря HD57527 обертається 
досить швидко 
навколо своєї осі. Проєкція її екваторіальної швидкості на промінь зору становить  Vsin(i)=115км/сек.